# Eudaemonia uroarge
Eudaemonia uroarge är en fjärilsart som beskrevs av Jacob Hübner 1819. Eudaemonia uroarge ingår i släktet Eudaemonia och familjen påfågelsspinnare. Inga underarter finns listade i Catalogue of Life.